# Sambród
Sambród (niem. Samrodt) – wieś w Polsce położona w województwie warmińsko-mazurskim, w powiecie ostródzkim, w gminie Małdyty nad jeziorem Sambród
W latach 1975–1998 miejscowość administracyjnie należała do województwa olsztyńskiego.
Wieś była wzmiankowana w 1250 r. Miejscowość została wspomniana również w dokumentach z roku 1319, jako wieś pruska na 15 włókach. Pierwotna nazwa Sambrad najprawdopodobniej wywodzi się od nazwy pobliskiego jeziora. W roku 1782 we wsi odnotowano 54 domów, natomiast w 1858 w 25 gospodarstwach domowych było 302 mieszkańców. W latach 1937–1939 miejscowość zamieszkiwały 822 osoby. W roku 1973 wieś należała do powiatu morąskiego (gmina i poczta Małdyty).

## Zabytki
- kościół barokowy pw. Najświętszego Serca Pana Jezusa, ufundowany przez Fryderyka Ludwika Dohnę. Powstał w latach 1739–1741 z przebudowy oficyny rozebranego pałacu. Kościół posiada dach mansardowy z lukarnami, z drewnianą wieżyczką, na której jest chorągiewka z sercem w cierniu i rokiem 1740. Ołtarz zestawiony jest z fragmentów renesansowych ołtarzy, pochodzących z kościoła w Tylży.
- dawna oficyna pałacowa pochodząca z XVIII wieku, znajduje się obok kościoła.